# Gentiana eurycolpa
Gentiana eurycolpa är en gentianaväxtart som beskrevs av Cecil Victor Boley Marquand. Gentiana eurycolpa ingår i släktet gentianor, och familjen gentianaväxter. Inga underarter finns listade i Catalogue of Life.